# Eukoenenia patrizii
Eukoenenia patrizii is een spinnensoort in de taxonomische indeling van de Palpigradi.
Het dier komt uit het geslacht Eukoenenia. Eukoenenia patrizii werd in 1956 beschreven door Condé.